# 郎楚之
郎颖（?—?），字楚之，以字行，唐朝定州新乐县（今河北省新乐县）人。
郎楚之年轻时与兄郎蔚之都有名望。隋炀帝大业年间，郎蔚之为尚书左丞，郎楚之为尚书民曹郎。隋炀帝看重其兄弟，称之为二郎。郎楚之在唐高祖武德初年为大理卿，封常山郡公，与太子少保李纲、侍中陈叔达撰定律令。后来受诏招谕山东，被窦建德所擒获，以兵刃威胁，诱之厚利，郎楚之不为所屈。还京后，以年老致仕。唐太宗贞观初年去世，时年八十岁，谥号平。郎楚之之子郎知运，官至贝州刺史；郎知运有子郎餘慶、郎餘令。